# William Verner (1er baronnet)
William Verner, 1er baronnet, (25 octobre 1782 - 20 janvier 1871), est un soldat britannique qui sert dans les guerres napoléoniennes, est blessé à la bataille de Waterloo et démissionne de son poste de colonel. Il est député pendant 36 ans. Deux de ses fils sont également députés. Verner est fait Chevalier Commandeur de l'Ordre Hanovrien et baronnet, et est Grand Maître d'Armagh et de l'Ordre d'Orange d'Irlande.

## Jeunesse
William Verner est le fils du colonel James Verner et de Jane Clark. Il fait ses études à Woodville, qui surplombe Lucan, Dublin. Il a l'occasion de fréquenter le Trinity College de Dublin, mais préfère une carrière dans l'armée,.

## Militaire
L'intérêt de Verner pour une carrière militaire commence lorsqu'il commande le Churchill Yeomanry. Au début, il est officier d'état-major sous le Lord Lieutenant de Dublin dans le 7th Queen's Own Hussars. Il combat dans la Guerre d'indépendance espagnole lors des guerres napoléoniennes à la bataille de La Corogne sous Sir John Moore en 1808-1809. Il combat également à la bataille des Pyrénées sous le duc de Wellington, en 1814 à la bataille d'Orthez et à la bataille de Toulouse, et en 1815 à la bataille de Waterloo, s'élevant au rang de lieutenant-colonel dans le 7th Queen's Own Hussars, sous Lord Henry Paget, 1er marquis d'Anglesey,,. Verner est blessé par un coup de mousquet à la tête à Waterloo  et se retire de l'armée avec le grade de colonel.

## Service public
William occupe trois postes de haut shérif: d'abord pour le comté de Monaghan en 1820, le comté d'Armagh en 1821 et le dernier pour le comté de Tyrone en 1823. Il est également juge de paix et lieutenant adjoint de Tyrone. Il est membre du parti conservateur et député du comté d'Armagh entre 1832 et 1868,.
Partisan de l'Ordre protestant d'Orange, il est radié de la Commission de la paix par Lord Normanby pour avoir porté un toast à la bataille du diamant lors d'un dîner public en Irlande.

## Vie privée

### Mariage et famille
Il épouse Harriet Wingfield, fille du colonel Edward Wingfield, fils cadet de Richard Wingfield (3e vicomte Powerscourt) et Harriet Esther Westenra, le 19 octobre 1819. Le couple a 2 fils et 8 filles, dont au moins 2 sont décédées en bas âge. Les enfants sont enterrés à Powerscourt. Il semble avoir de bonnes relations avec ses enfants, qui appellent leur père "Taffy" :
- William Verner, 2e baronnet (4 avril 1822-10 janvier 1873) devient député du comté d'Armagh
- Edward Wingfield Verner, 4e baronnet (1er octobre 1830 - 21 juin 1899) [6] député de Lisburn et après la mort de son frère aîné, il devient député du comté d'Armagh, poste qu'il occupe jusqu'en 1880.
- Emily Verner (décédée le 13 juin 1911) épouse Francis Nathanial Clements, fils de Nathaniel Clements (2e comte de Leitrim). Ils n'ont pas d'enfants.
- Frederica Verner (décédée en 1909). Elle épouse le major Henry Guise, fils de John Wright Guise (en), 3e baronnet. Ils ont deux fils.
- Constantia Henrietta Frances Verner (décédée le 7 décembre 1923). Elle épouse William Sandford Pakenham, fils d'Henry Pakenham et Eliza Catherine Sandford. Ils ont six fils et une fille.
- Amelia
- Cecelia
- Frances Elizabeth
- Harriet Jane Isabella

Verner est en bonne santé jusqu'en 1870, date à laquelle il commence à décliner. Il meurt le 20 janvier 1871 à son domicile d'Eaton Square. Son corps est envoyé à Loughgall, comté d'Armagh, en Ulster pour ses funérailles et son enterrement.

### Domaines
Après la bataille de Waterloo, et voyant son père en mauvaise santé, il reprend la direction du domaine familial, nommé Churchill, qui comprend la maison, une église avec une cloche inscrite à la Vierge Marie, et le cimetière. En 1788, il reçoit les domaines à la suite du décès de Thomas Verner, écuyer, son grand-oncle paternel. En plus de Churchill à Armagh, Thomas Verner possédait également des domaines à Meath, Monaghan et Tyrone. Lorsque William n'a que 5 ans en 1788, ses parents James et Jane emménagent dans la maison avec leur famille et elle est la résidence jusqu'en 1807.
Verner possède également une propriété à Annahoe, dans le comté de Tyrone, en Irlande.
Verner rencontre sa femme à Londres et après leur mariage, ils achètent une maison au 86 Eaton Square. Harriet rend également souvent visite à ses parents à l'abbaye de Corke.
En 1837, il est fait Chevalier Commandeur de l'Ordre Hanovrien par Robert Peel ou Guillaume IV. Le 22 juillet 1846, Verner est créé baronnet, de Verner's Bridge dans le comté du comté d'Armagh. Il est un Grand Maître pour Armagh et un Grand Maître Adjoint de l'Ordre d'Orange pour l'Irlande.